# Dietzenbach
Dietzenbach is een gemeente in de Duitse deelstaat Hessen. Het is de Kreisstadt van de Landkreis Offenbach.
Dietzenbach telt 34.429 inwoners.
Dietzenbach ·
Dreieich ·
Egelsbach ·
Hainburg ·
Heusenstamm ·
Langen (Hessen) ·
Mainhausen ·
Mühlheim am Main ·
Neu-Isenburg ·
Obertshausen ·
Rödermark ·
Rodgau ·
Seligenstadt